# Paprika (film, 2006)
För andra betydelser, se Paprika (olika betydelser).
Paprika (originaltitel: パプリカ, Papurika) är en japansk animerad science-fiction film från 2006 i regi av Satoshi Kon.
Den utspelar sig i en nära framtid och handlar om en psykoterapeut som använder en nyuppfunnen maskin för att ta del av sina patienters drömmar.

## Om filmen
Animeringen gjordes av Madhouse Studios och den producerades och distribuerades av Sony Pictures Entertainment. Filmmusiken är komponerad av Susumu Hirasawa. Filmen är baserad på Yasutaka Tsutsuis roman från 1993 med samma namn.
Världspremiären var på den 63:e filmfestivalen i Venedig den 2 september, 2006. Första visningen i Sverige var den 28 januari 2007 på Göteborgs filmfestival.